# Жирголь
Жирго́ль (фр. и окс. Girgols) — коммуна во Франции, находится в регионе Овернь. Департамент — Канталь. Входит в состав кантона Сен-Сернен. Округ коммуны — Орийак.
Код INSEE коммуны — 15075.
Коммуна расположена приблизительно в 430 км к югу от Парижа, в 95 км юго-западнее Клермон-Феррана, в 13 км к северу от Орийака.

## Население
Население коммуны на 2008 год составляло 76 человек.
| 1962 | 1968 | 1975 | 1982 | 1990 | 1999 | 2008 |
| ---- | ---- | ---- | ---- | ---- | ---- | ---- |
| 179  | 151  | 115  | 100  | 84   | 73   | 76   |

## Администрация
| Период | Период | Фамилия     | Партия | Примечания |
| ------ | ------ | ----------- | ------ | ---------- |
| 2001   | 2008   | Эли Бюфара  |        |            |
| 2008   |        | Роже Камбон |        |            |

## Экономика
В 2007 году среди 41 человек в трудоспособном возрасте (15—64 лет) 31 были экономически активными, 10 — неактивными (показатель активности — 75,6 %, в 1999 году было 61,5 %). Из 31 активных работали 28 человек (17 мужчин и 11 женщин), безработных было 3 (2 мужчин и 1 женщина). Среди 10 неактивных 3 человека были учениками или студентами, 2 — пенсионерами, 5 были неактивными по другим причинам.

## Достопримечательности
- Церковь Рождества Богородицы (XI—XII века). Памятник истории с 1982 года[3]